# Cantón de Salles-sur-l'Hers
El cantón de Salles-sur-l'Hers era una división administrativa francesa, que estaba situada en el departamento de Aude y la región de Languedoc-Rosellón.

## Composición
El cantón estaba formado por catorce comunas:
- Baraigne
- Belflou
- Cumiès
- Fajac-la-Relenque
- Gourvieille
- La Louvière-Lauragais
- Marquein
- Mézerville
- Molleville
- Montauriol
- Payra-sur-l'Hers
- Sainte-Camelle
- Saint-Michel-de-Lanès
- Salles-sur-l'Hers

## Supresión del cantón de Salles-sur-l'Hers
En aplicación del Decreto n.º 2014-204 de 21 de febrero de 2014, el cantón de Salles-sur-l'Hers fue suprimido el 22 de marzo de 2015 y sus 14 comunas pasaron a formar parte del nuevo cantón del Cepo de Rasés (de marzo de 2015 a enero de 2016 llamado Cantón de Bram).